# Erebia mythia
Erebia mythia är en fjärilsart som beskrevs av Hans Fruhstorfer 1917. Erebia mythia ingår i släktet Erebia och familjen praktfjärilar. Inga underarter finns listade i Catalogue of Life.